# (33875) Laurencooney
2000 JY54 (asteroide 33875) é um asteroide da cintura principal. Possui uma excentricidade de 0.11958180 e uma inclinação de 7.19741º.
Este asteroide foi descoberto no dia 6 de maio de 2000 por LINEAR em Socorro.